# 視覺暫留
視覺暫留（Persistence of Vision）指的是當影像光刺激消失後，影像仍然會短暫停留在視網膜上，從而與下一張影像「重疊」的現象。這種現象使我們能夠將一系列靜態畫面視為連續運動，而不是單獨的圖片。例如：
電影與動畫：傳統電影每秒 24 幀（24 FPS），但因為視覺暫留，上一張畫面與下一張畫面重疊，人眼就能感知流暢的動作，而不覺得卡頓。
LED 旋轉顯示器（POV Display）：快速移動的 LED 光源能夠形成完整的圖案，利用的就是視覺暫留效應。
舊款 CRT 螢幕：透過高頻刷新，減少閃爍，使畫面顯得穩定。
視覺暫留通常持續約 10~20 毫秒，但在高亮度或高對比亦或是視覺範圍的中央區域（左右眼重疊的畫面範圍）的情境下由於信息量和解析度較大，可能延長至 100 毫秒，導致殘影或動態模糊。這也是為什麼即使提升幀率，快速移動的物體仍可能出現模糊現象。
視覺暫留是現代影視、动画等視覺媒體製作和傳播的根據。比如：我们日常使用的日光灯每秒大约熄灭100余次，但大部分人基本感觉不到日光灯的闪动。这都是因为视觉暂留的作用。所以，要达成最基本的视觉暂留效果至少需要24fps（参考影片的幀率）。
視覺實際上是靠眼睛的晶狀體成像，感光細胞感光，並且將光信號轉換為神經電流，傳回大腦引起人體視覺。
視覺暫留現象首先被中國人發現，走馬燈便是據歷史記載中最早的視覺暫留運用。宋時已有走馬燈，當時稱「馬騎燈」。隨後法國人保羅·羅蓋在1828年發明了留影盤，它是一個被繩子在兩面穿過的圓盤。盤的一個面畫了一隻鳥，另一面畫了一個空籠子。當圓盤旋轉時，鳥在籠子裡出現了。這證明了當眼睛看到一系列圖像時，它一次保留一個圖像。
物體在快速運動時，當人眼所看到的影像消失後，人眼仍能繼續保留其影像，約0.1-0.4秒左右的圖像，這種現象被稱為視覺暫留現象。人眼觀看物體時，成像於視網膜上，並由視神經輸入人腦，感覺到物體的像，但當物體移去時，視神經對物體的印象不會立即消失，而要延續0.1-0.4秒的時間，人眼的這種性質被稱為「眼睛的視覺暫留」。
这个现象是由比利时物理学家尤瑟夫·普拉托（Joseph Plateau）1835年在观察太阳的实验中发现的，他根据这个现象发明了证明这种人体生理特征的費納奇鏡，而他自己也因为这次观察而导致双目失明，因为太阳的影子永远的印在了他的眼睛裡。
1917年，德国实验心理学家对“视觉滞留现象”这种生理现象进行了深度的心理学解释，阐述了“似动现象”，为人类的运动视觉感知，提供了心理学解释。这即是格式塔学派心理学。

## 視覺暫留與幀率的差異
什麼是幀率？
幀率（Frame Rate, FPS）指的是顯示器或攝影機每秒呈現的靜態影像（幀）數量。例如：
24 FPS：每秒24張畫面，電影標準幀率，使畫面看起來流暢且具有「電影感」。
30 FPS~60 FPS（含以上）：每秒30~60張畫面，常見於電視節目與一般錄影設備。
120 FPS~240FPS：每秒120~240張畫面，電競、VR、運動攝影等，以提升流暢度與即時感。

幀率越高，畫面切換得越快，給人更流暢的視覺體驗。例如，遊戲玩家會偏好 120 Hz 甚至 240 Hz 的顯示器，因為高幀率可以減少畫面的卡頓感並提升反應時間。人眼一般能辨識30~90fps的差異，但是如果對比度、亮度高的話，連120、144、240fps都能辨識。
然而，即使螢幕支援超高幀率，人眼的視覺系統雖然會像相機一樣「逐幀捕捉」畫面，但是會因為視覺暫留而讓上一張畫面與下一張畫面重疊，從而造成「影像模糊」或「殘影」